# Ditaxis brandegeei
Ditaxis brandegeei är en törelväxtart som först beskrevs av Charles Frederick Millspaugh, och fick sitt nu gällande namn av Joseph Nelson Rose och Paul Carpenter Standley. Ditaxis brandegeei ingår i släktet Ditaxis och familjen törelväxter. Inga underarter finns listade i Catalogue of Life.